# Syrau
Syrau este o comună din landul Saxonia, Germania.